# تيسا بنوا
تيسا بنوا (بالإنجليزية: Tessa Benoit)‏ هي متزحلقة أمريكية، ولدت في 17 مارس 1977 في هانوفر في الولايات المتحدة.

## وصلات خارجية
- تيسا بنوا على موقع الاتحاد الدولي للتزلج (التزلج الريفي) (الإنجليزية)
- تيسا بنوا على موقع أوليمبيديا (الإنجليزية)